# Leptotroga
Leptotroga is een geslacht van vlinders van de familie spinneruilen (Erebidae), uit de onderfamilie Calpinae.

## Soorten
- L. armstrongi Tams, 1935
- L. costalis Moore, 1883
- L. gemina Fabricius, 1794